# Vokesimurex cabritii
Vokesimurex cabritii is een slakkensoort uit de familie van de Muricidae. De wetenschappelijke naam van de soort is voor het eerst geldig gepubliceerd in 1859 door Bernardi.